# Грессе (Німеччина)
Грессе (нім. Gresse) — громада в Німеччині, розташована в землі Мекленбург-Передня Померанія. Входить до складу району Людвігслуст-Пархім. Складова частина об'єднання громад Бойценбург-Ланд.
Площа — 21,25 км2. Населення становить 706 ос. (станом на 31 грудня 2020).

## Галерея

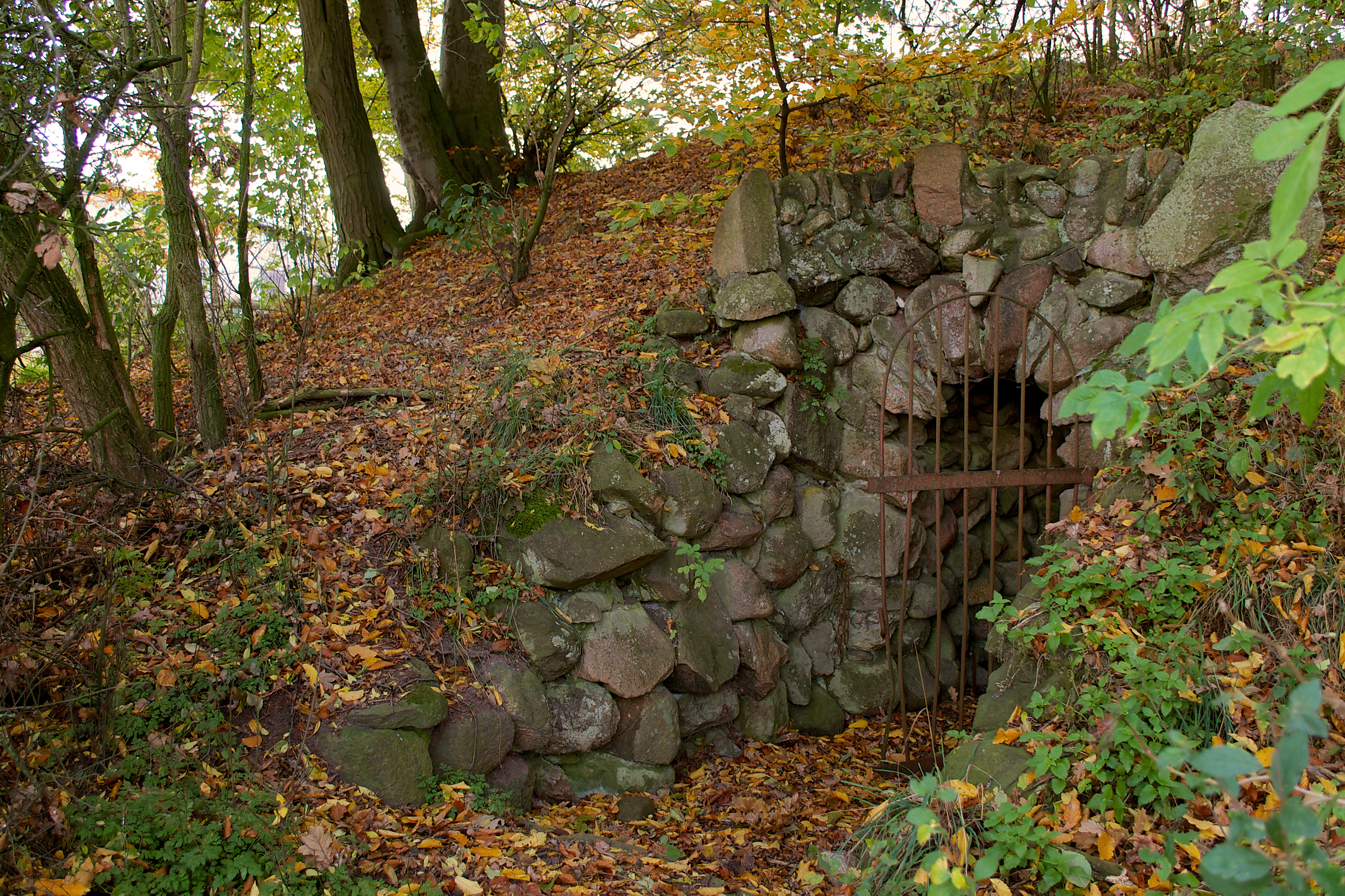